# Death on the Job
Pour plus de détails, voir Fiche technique et Distribution.
Death on the Job est un film américain réalisé par Vince DiPersio et Bill Guttentag, sorti en 1991. Ce moyen métrage a été diffusé sur HBO dans le cadre de l'émission America Undercover.

## Synopsis
Le documentaire s'intéresse à la sécurité et aux dangers qu'encourent les travailleurs.

## Fiche technique
- Titre : Death on the Job
- Réalisation : Vince DiPersio et Bill Guttentag
- Scénario : Vince DiPersio et Bill Guttentag
- Musique : Phil Marshall
- Montage : Jim Stewart
- Narrateur : Joe Mantegna
- Production : Vince DiPersio et Bill Guttentag
- Société de production : Half Court Pictures
- Pays de production :  États-Unis
- Genre : Documentaire
- Durée : 49 minutes
- Dates de sortie : 
  - États-Unis: 17 novembre 1991 (télévision)

## Distinctions
Le film a été nommé à l'Oscar du meilleur film documentaire.